# Antoni Wieczwiński
Antoni Wieczwiński herbu Prus III (zm. w 1803 roku) – podsędek kijowski w latach 1768–1794, miecznik owrucki w latach 1747–1768.
Poseł na Sejm 1776 roku z województwa kijowskiego. Był komisarzem Sejmu Czteroletniego z powiatu kijowskiego województwa kijowskiego do szacowania intrat dóbr ziemskich w 1789 roku.